# (100640) 1997 VY3
1997 في واي 3 (ويعرف أيضًا باسم (100640) 1997 في واي 3 وفق تسمية الكوكب الصغير) (بالإنجليزية: 1997 VY3)‏ هو كويكب ضمن حزام الكويكبات؛ وترتيبه 100640 من حيث الاكتشاف.
اكتُشف هذا الجُرم الفلكي بواسطة توم ستافورد في 7 نوفمبر 1997.

## وصلات خارجية
- (100640) 1997 VY3 في قاعدة بيانات مختبر الدفع النفاث لأجرام النظام الشمسي الصغيرة

- الاكتشاف · مخطط المدار ·  العناصر المدارية · المعلمات المادية

- (100640) 1997 VY3 على موقع ويكي سكاي: DSS2, SDSS, GALEX, IRAS, Hydrogen α, X-Ray, Astrophoto, Sky Map, Articles and images